# Kim Scott
Kim Scott (* 18. února 1957 Perth) je australský spisovatel, který je potomkem domorodého lidu Noongar Západní Austrálie.

## Život a dílo
Kim Scott se narodil v Perthu v roce 1957 a je nejstarším ze čtyř sourozenců. Pochází ze smíšeného manželství. Jeho matka byla běloška a otec domorodec. Hrdě se hlásí k lidu a kultuře kmene Noongar.
Kim Scott napsal tři romány a dětské knihy. Jeho básně a povídky byly publikovány v řadě antologií. Začal psát krátce poté, co se stal středoškolský učitelem angličtiny. Jako učitel pracoval nejen ve městě, ale i na venkově v Austrálii a později i v Portugalsku. Určitý čas působil jako učitel domorodé komunity v severní části Západní Austrálie, kde také začal pracovat na výzkumu své rodinné historie. 
Jeho první román True Country byl vydán v roce 1993, ve francouzském překladu vyšla v roce 2005. Jeho druhý román Benang: From the Heart získal ocenění Western Australian Premier's Book Awards 1999, Miles Franklin Award 2000, a také RAKA Kate Challis Award 2001. Oba romány byly ovlivněny jeho výzkumem a zdálo se, že mají částečně autobiografický charakter. V románech se věnuje problému vlastní identity, kterému čelí domorodý lid se světlou pletí a zkoumaní asimilační politiky vlády během prvních desetiletí dvacátého století.
Kim Scott byl první domorodý spisovatel, který získal ocenění Miles Franklin Award za román Benang: From the Heart, jenž vyšel v překladu ve Francii a Nizozemsku. Jeho kniha, Kayang and Me, byla napsána ve spolupráci s členkou kmene Noongar, jeho tetou Hazel Brown, a byla zveřejněna v květnu 2005. Práce je založená převážně na orální historii rodiny autora, z jižního pobřeží západní Austrálie, jež je osídleno právě kmenem Noongar.
Jeho poslední román Deadman Dance (Picador, 2010), který zkoumá s živou fascinací vztahy mezi kmenem Noongar, britskými kolonisty a americkými velrybáři v prvních letech 19. století. Dne 21. června 2011 bylo oznámeno, že Scott vyhrál ocenění Miles Franklin Award za tento román. V témže roce za stejný román Scott získal ocenění Victorian Premier's Prize.
V prosinci 2011 byl Kim Scott jmenován profesorem tvůrčího psaní na katedře médií, kultury a výtvarného umění Curtinské University. Je také členem Centra pro kulturu a technologii (CCAT), který vede významný výzkumný program Indigenous Culture and Digital Technologies, program zaměřující se na domorodé kultury a digitální technologie.
Scott žije v Coolbellup, jižním předměstí Fremantle v západní Austrálii se svou ženou a dvěma dětmi.

## Ocenění
- 1999 – Western Australian Premier's Book Awards, Fiction Award za knihu Benang: From the Heart
- 2000 – Miles Franklin Literary Award za knihu Benang: From the Heart
- 2001 – The Kate Challis RAKA Award v oblasti tvůrčí prózy za knihu Benang: From the Heart
- 2011 – Commonwealth Writers' Prize, Best Book south-east Asia and the Pacific za knihu That Deadman Dance
- 2011 – Miles Franklin Literary Award for That Deadman Dance
- 2011 – ALS Gold Medal for That Deadman Dance
- 2011 – Western Australian Premier's Book Awards, Fiction Award and Premier's Prize for That Deadman Dance

### Romány
- True Country (Fremantle Arts Centre Press, 1993)
- Benang: From the Heart (Fremantle Arts Centre Press, 1999)
- Lost (Southern Forest Arts, 2006)
- That Deadman Dance (Picador, 2010)

### Povídky
- "An Intimate Act" in Summer Shorts by Peter Holland (Fremantle Press, 1993)
- "Registering Romance" in Summer Shorts 3 : Stories – Poems – Articles – Images by Bill Warnock, et al., (Fremantle Press, 1995)
- "Into the Light (after Hans Heysen's painting of the same name)" in Those Who Remain Will Always Remember : An Anthology of Aboriginal Writing by Anne Brewster, et al., (Fremantle Press, 2000)

### Dětská obrázková kniha
- The Dredgersaurus (Sandcastle demoliter Books, 2001)

### Non-fiction
- Kayang and Me with Hazel Brown (Fremantle Arts Press, 2005)